# Heterotrissocladius brundini
Heterotrissocladius brundini är en tvåvingeart som beskrevs av Ole Anton Saether och Schnell 1988. Heterotrissocladius brundini ingår i släktet Heterotrissocladius och familjen fjädermyggor.
Artens utbredningsområde är Norge. Arten är reproducerande i Sverige. Inga underarter finns listade i Catalogue of Life.